# Barsene Conti
Barsene Conti detta la "Baldissera" (... – Firenze, ...; fl. XIX-XX secolo) è stata una trecciaiola italiana, attiva a Firenze tra la fine del XIX e l'inizio del XX secolo, promotrice di uno dei primi scioperi nella provincia di Firenze.

## Biografia
Il 15 maggio 1896 Barsene Conti, sdraiandosi sui binari del tram all'altezza di Brozzi, un borgo all'epoca poco fuori Firenze, diede il via allo sciopero delle trecciaiole. Le lavoratrici assaltarono e distrussero così un carico di cappelli di paglia destinato a Firenze.
Le trecciaiole, cioè le lavoratrici che intrecciavano i fili di paglia per realizzare cappelli, protestarono contro una dura riduzione delle paghe effetto di una profonda crisi del settore. Lo sciopero durò circa un mese, allargandosi ad un vasto territorio dell'area fiorentina. Fu questo uno dei primi scioperi di rivendicazione salariale promosso da donne. Gli scontri con le forze dell'ordine furono numerosi.
Le proteste non ottennero i risultati sperati, nonostante il sostegno della neonata Camera del lavoro di Firenze e di uno dei suoi leader, Sebastiano Del Buono. Per il suo ruolo nello sciopero Barsene Conti fu condannata ad un anno di carcere. Tornata libertà dovette trasferirsi nel quartiere di Santa Croce dove morì in tarda età.
Dal 2018 la Camera del Lavoro di Firenze le ha intitolato un premio di laurea.